# حملات نوامبر ۲۰۰۸ در بمبئی
حملات نوامبر ۲۰۰۸ در بمبئی هندوستان یک رشته حملات همزمان مسلحانه در ۲۶ نوامبر ۲۰۰۸ است که موجب کشته شدن بیش از ۱۷۵ نفر شد. دستکم ۱۰ منطقه در این شهر مورد حمله واقع شدند. پایانه چاتراپاتی شیواجی، هتل‌های مجلل نظیر هتل تاریخی تاج محل و هتل پنج ستارهٔ اوبروی، یک بیمارستان، یک مرکز یهودیان متعلق به سازمان خبد، یک سینما، یک بار و اداره پلیس و چند مرکز اداری-تجاری دیگر از این جمله‌اند.فردی از پاکستان مغز متفکر این حادثه بود که عملیات را مدیریت میکرد ولی هیچگاه نتوانستند او را پیدا کنند. همچنین آمریکا و هند ادعا داشتند حافظ محمد سعید مسئول حملات بوده اما در سال ۲۰۱۹ که در پاکستان دستگیر شد به طور کامل این اتهامات را رد کرد.
فیلم های ساخته شده از این داستان :
MAJOR 2022

## جزئیات حمله

یکی از حمله کنندگان با AK-47 در دست او

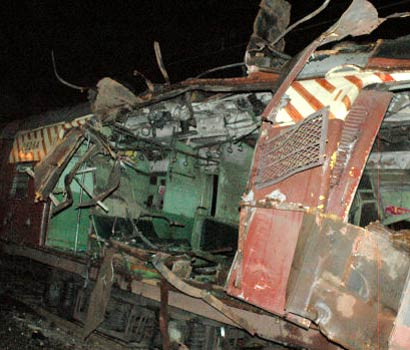
محل آسیب دیده در ایستگاه محمد در بمبئی طی بمب‌گذاری قطار بمبئی در روز ۱۱ ژوئیه ۲۰۰۶

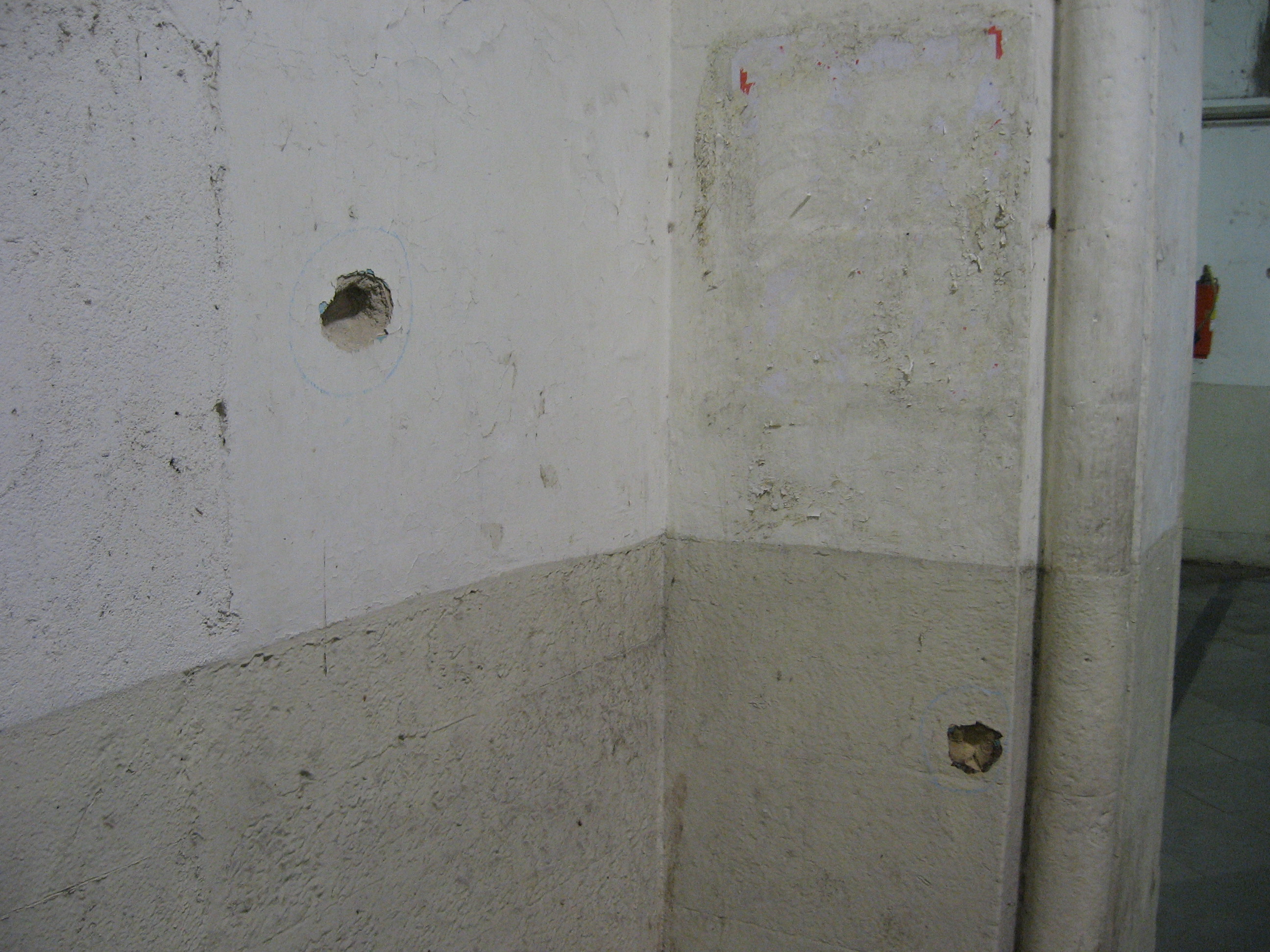
علامت گلوله بر روی دیوار در CST

حمله مردان مسلح در ساعت یازده شب به وقت محلی در نقاطی در جنوب بمبئی به وسیله مسلسل‌های AK-۴۷ و نارنجک آغاز شد و پس از آن به درگیری و تبادل آتش میان پلیس و تروریست‌ها انجامید. گفته می‌شود هدف مهاجمان عمدتاً اتباع بریتانیا و آمریکا بوده‌اند. گروهی که خود را مجاهدین دکان نامیده‌است با ارسال ایمیل به چند خبرگزاری مسئولیت حادثه را پذیرفته‌است. همچنین به گفته پلیس هندوستان لشکر طیبه در این عملیات دخالت کرد. پلیس مدعی است تعدادی از مهاجمان را به قتل رسانده یا دستگیر کرده‌است. در این واقعه دستکم ۱۹۵ نفر کشته و بیش از ۳۰۰ نفر زخمی شدند.
در پی این حوادث پلیس در اطراف منطقه تاج محل مقررات منع آمد و شد اعلام کرد. همچنین دولت هند در روز ۲۷ نوامبر (پنجشنبه) تمامی مدارس، دانشگاه‌ها و بازار بورس کشور را تعطیل اعلام کرد.

## واکنش‌ها
- سازمان ملل متحد: بان کی‌مون دبیرکل سازمان ملل، در نیویورک این حملات تروریستی را به‌شدت محکوم کرد و گفت با هیچ دلیلی نمی‌توان این‌گونه حملات علیه غیرنظامیان را توجیه کرد. وی افزود که مسئولان این اقدامات باید پاسخگو باشند.[۳]
- اتحادیه اروپا: اتحادیه اروپا مراتب تاسف عمیق خود را از این حملات اعلام داشت.[۷]
- استرالیا: وزیر امور خارجه این کشور گفت: این‌ها اقدامات بزدلانه‌ای هستند و تنها با هدف حمله به دموکراسی صورت می‌گیرد.[۷]
- اسرائیل: تسیپی لیونی وزیر خارجه اسرائیل حملات تروریستی جاری در بمبئی را محکوم کرد و آن را یک شهادت دردناک دیگر در مبارزه با تروریسم خواند که اسرائیل و جامعه جهانی با آن در حال مبارزه هستند.[۸]
- آلمان: فرانک والتر اشتاین‌مایر وزیر امور خارجهٔ آلمان، حملات تروریستی بمبئی را محکوم کرد.[۳]
- ایالات متحده آمریکا: سخنگوی کاخ سفید گفت که جورج بوش، رئیس‌جمهور آمریکا، در جریان حملات بمبئی قرار گرفته و آن را به شدت محکوم کرده و وزارت خارجه ایالات متحده ضمن ابراز انزجار از این حادثه، اعلام داشت که دولت این کشور آماده حمایت از مقامات هندی برای مقابله با اینگونه حملات وحشیانه است.[۶]
  - باراک اوباما: رئیس‌جمهور منتخب آمریکا با صدور بیانیه‌ای حملات هماهنگ علیه افراد بیگناه را نشانه وجود خطر جدی تروریسم دانست و اعلام داشت که دولت آمریکا باید روابط خود با هند و سایر کشورها را تقویت کند و از همکاری بین‌المللی گسترده‌تری برای خشکاندن ریشه‌های تروریسم حمایت کند.[۶]
- ایران: حسن قشقاوی، سخنگوی وزارت امور خارجه ایران ضمن ابراز همدردی دولت و ملت ایران با دولت و ملت هند و خانواده قربانیان و مجروحان حوادث تروریستی هند، بر «سیاست جمهوری اسلامی ایران در محکومیت و مخالفت با هر گونه اقدام تروریستی» تأکید کرد.[۹]
- بریتانیا: گوردون براون نخست‌وزیر بریتانیا عملیات ترور و گروگان‌گیری را محکوم و پشتیبانی خود را از دولت هند اعلام کرد. وی شامگاه چهارشنبه در لندن گفت: به این حملات وحشتناک، با قدرت پاسخ داده خواهد شد.[۳]
- پاکستان: پاکستان حملات در شهر بمبئی هند را به شدت محکوم کرد و قول داد در نبرد با تروریسم با دولت هند همکاری و حمایت کامل داشته باشد.[۱۰]
- ترکیه: وزارت امور خارجه ترکیه اقدام تروریستی چهارشنبه شب در بمبئی را به شدت محکوم کرد. در اطلاعیه وزارت امور خارجه آمده‌است: ترکیه در مقابل بلای تروریسم که دشمن مشترک انسان‌ها به‌شمار می‌رود خود را در کنار جمهوری هندوستان و مردم هند می‌داند و این حادثه تروریستی را که ثبات هندوستان و منطقه را هدف گرفته‌است محکوم کرده، به خانواده‌های قربانیان و ملت هندوستان تسلیت می‌گوید و آرزوی سلامتی مجروحان این حادثه تروریستی را دارد.[۱۱]
- روسیه: دیمیتری مدودف، رئیس‌جمهوری روسیه، حملات مسلحانه در بمبئی را محکوم دانسته و گفته‌است که نباید برای حل و فصل اختلافات، به اقدامات تروریستی متوسل شد.[۶]
- فرانسه: فرانسه که ریاست اتحادیه اروپا را برعهده دارد حملات تروریستی در هند را تقبیح و با قربانیان این حادثه ابراز همدردی کرد. پاریس اعلام کرد که مردم هند با دمکراسی پیوند دارند و این اقدامات تروریستی علیه آنان بوده‌است.[۳]
- کانادا: وزیر امور خارجه کانادا با محکوم کردن این حملات همکاری و رابطه نزدیک کشور خود را با دولت هند اعلام داشت و گفت: کانادا و هند به آزادی، دموکراسی، حقوق بشر و اجرای قانون متعهد هستند و همکاری نزدیک برای گسترش امنیت بین‌المللی و جنگ با تروریسم از اولویت‌های دو جانبه می‌باشد.[۷]